# Bianca Rivera
Bianca Berushka Rivera (San Juan, 4 ottobre 1987) è un'ex pallavolista portoricana, di ruolo libero.

## Carriera

### Club
La carriera di Bianca Rivera inizia negli Stati Uniti d'America, dove si trasferisce per motivi di studio e gioca per due anni per la squadra di pallavolo femminile del Western Nebraska, col quale partecipa alla NJCAA Division I vincendo il titolo durante il suo secondo ed ultimo anno col college. Gioca poi per due annate con la Creighton, con la quale prende parte alla NCAA Division I, senza tuttavia riuscire mai a raggiungere la post-season.
Dopo un anno di inattività a causa di un infortunio, stagione 2010 inizia la carriera professionistica nella Liga de Voleibol Superior Femenino con le Vaqueras de Bayamón, venendo anche premiata come miglior esordiente. Dopo due campionati, si trasferisce alle Criollas de Caguas per la stagione 2012, raggiungendo le finali scudetto. Nella stagione successiva gioca invece per le Pinkin de Corozal, disputando la seconda finale scudetto consecutiva. Nel campionato 2014 ritorna a giocare per le Criollas de Caguas, laureandosi al terzo tentativo campionessa di Porto Rico: al termine dell'annata abbandona l'attività agonistica.

## Palmarès

### Club
- NJCAA Division I: 1

2006
- Campionato portoricano: 1

2014

### Premi individuali
- 2010 - Liga de Voleibol Superior Femenino: Miglior esordiente